# Gehoorgang
De gehoorgang is een holle buis die de oorschelp met het middenoor verbindt.
De menselijke gehoorgang is gemiddeld ca. 26 mm lang en 7 mm in diameter, maar vorm en afmetingen verschillen sterk, waarmee het aanmeten van oordopjes of een gehoorapparaat noodzaak is. De gehoorgang beschermt het trommelvlies tegen fysiek 'geweld' en fungeert als een resonator voor frequenties rond de 3000 hertz.
De buitenkant van de gehoorgang is bekleed met huid en haartjes en bevat klieren die oorsmeer (cerumen) uitscheiden. De haartjes en het oorsmeer helpen mee te voorkomen dat voorwerpen als insecten en stof het trommelvlies kunnen beschadigen.

## Problemen met de gehoorgang
Voorkomende problemen met de gehoorgang zijn onder andere:
- otitis externa door bacteriën veroorzaakte ontsteking
- verstopt oor
- eczeem van de gehoorgang
- oorschimmel
- stenose, geleidelijke vernauwing van de gehoorgang
- surfersoor of zwemmersoor
- voorwerp in het oor (kralen e.d.)